# Nguyễn Văn Hầu
Nguyễn Văn Hầu (1922-1995), là nhà văn, nhà nghiên cứu văn học, văn hóa và lịch sử Việt Nam, đặc biệt là những nghiên cứu gắn với vùng đất Nam bộ.

## Tiểu sử
Nguyễn Văn Hầu sinh trưởng tại xã Bình Phước Xuân trên Cù lao Giêng, thuộc huyện Chợ Mới, tỉnh An Giang.
Ông xuất thân trong một gia đình Nho học, thuở nhỏ, ông được học chữ Quốc ngữ, học Pháp ngữ và chữ Hán.
Năm 1952, ông bắt đầu dạy học, viết báo và viết sách. Ông viết cho nhiều báo ở Sài Gòn (Tạp chí Bách Khoa, Văn Đàn, Văn Hoá nguyệt san, Phổ Thông, Sử Địa, Phương Đông, Phật giáo Việt Nam) về chủ đề biên khảo, nghiên cứu văn học và lịch sử địa phương. Trong giai đoạn này, ông còn làm Chủ bút nguyệt san Đuốc Từ Bi.
Từ năm 1960 đến 1968, ông đã từng tham gia viết sách giáo khoa môn giảng văn bậc Trung học với các tác giả Bàng Bá Lân, Đỗ Văn Tú, Vũ Quế Viên.
Năm 1971, ông nhận dạy môn văn học thuộc phân khoa văn khoa và sư phạm tại Viện Đại Học Hòa Hảo An Giang.
Từ năm 1977 đến 1995, ông thọ bệnh song đã cố gắng hoàn thành hai bộ bản thảo văn học: 300 năm văn học dân gian lục tỉnh và Văn học miền Nam lục tỉnh.
Nguyễn Văn Hầu mất ngày 12 tháng 3 năm 1995 tại An Giang.

## Tác phẩm
Tác phẩm của Nguyễn Văn Hầu có:

### Nghiên cứulịch sử
- Thất Sơn mầu nhiệm (Liên Chính xuất bản năm 1955, Từ Tâm in lần thứ 2 năm 1970)
- Cuộc khởi nghĩa Bảy Thưa (Tân Sanh ấn quán xuất bản, 1959)
- Việt sử kinh nghiệm (nhà xuất bản Hồn Quê, 1956)
- Chí sĩ Nguyễn Quang Diêu (Xây dựng xuất bản 1961, giải văn chương 1966 với bộ môn biên khảo, Hương Sen tái bản lần 1 năm 1974, nhà xuất bản Trẻ và Tạp chí Xưa & Nay tái bản lần 2 năm 2002)
- Lễ Thành hầu Nguyễn Hữu Cảnh (Nguyễn Hiến Lê xuất bản, 1970)
- Thoại Ngọc Hầu và những cuộc khai phá miền Hậu Giang (Nam Cường xuất bản và tổng phát hành năm 1973, nhà xuất bản Trẻ tái bản năm 2000)
- Tuyên Trung Hầu Nguyễn Văn Tuyên (chưa xuất bản)

### Nghiên cứutôn giáo
- Việt Nam tam giáo sử đại cương (nhà xuất bản Phạm Văn Tươi, 1957, in lần thứ hai 1970)
- Nhận thức Phật giáo Hòa Hảo (Hương Sen xuất bản năm 1969)
- Muốn về cõi Phật (Hương Sen xuất bản năm 1969, nhà xuất bản Tôn Giáo – Hà Nội tái bản năm 2005)
- Tu rèn tâm trí (Hương Sen xuất bản năm 1970, nhà xuất bản Tôn Giáo – Hà Nội tái bản năm 2004)
- Pháp luận (Hương Sen xuất bản năm 1970)

### Nghiên cứuvăn học
- Thuật viết văn (Nhà xuất bản Tự Do xuất bản năm 1960, Hương Sen tái bản lần 1 năm 1972, nhà xuất bản Trẻ tái bản lần 2 năm 2005)
- Diện mạo văn học dân gian Nam Bộ (nhà xuất bản Trẻ xuất bản năm 2004)
- 300 năm văn học dân gian lục tỉnh (di cảo chưa xuất bản)
- Văn học miền Nam lục tỉnh (di cảo) nhà xuất bản Trẻ xuất bản ba tập năm 2012

### Các thể loại khác
- Tiếng quyên (thơ, Liên Chính xuất bản năm 1952)
- Bản ngã người Việt (dân tộc học, Văn Đàn tuần san xuất bản năm 1961, Hồn Quê in lại năm 1970)
- Nửa tháng trong miền Thất Sơn (du ký, Hương Sen xuất bản năm 1970, nhà xuất bản Trẻ tái bản năm 2000)